# Big Mud Lake
Big Mud Lake är en sjö i Kanada.   Den ligger i countyt Bruce County och provinsen Ontario, i den sydöstra delen av landet, 400 km väster om huvudstaden Ottawa. Big Mud Lake ligger 205 meter över havet. Arean är 0,55 kvadratkilometer. Den ligger vid sjöarna  Berford Lake och Little Mud Lake. Den sträcker sig 1,2 kilometer i nord-sydlig riktning, och 0,9 kilometer i öst-västlig riktning.
I omgivningarna runt Big Mud Lake växer i huvudsak blandskog. Runt Big Mud Lake är det ganska tätbefolkat, med 129 invånare per kvadratkilometer.